# Église de Santa Maria (Ilocos Sur)
L'église Santa Maria de Ilocos Sur, également connue comme l'église Nuestra Señora de la Asunción, est une église des Philippines située dans la ville de Santa Maria dans la province d'Ilocos Sur. Contrairement à d'autres églises citadines des Philippines, situées sur la place centrale conformément à la tradition espagnole, l'église Santa Maria et son couvent sont situés sur une colline entourée de mur défensifs.
L'église est en brique et suit le plan habituel des églises philippines, avec une façade monumentale masquant un bâtiment rectangulaire. Ses murs dénués d'ornements sont maintenues par de solides contreforts et les entrées latérales sont délicatement sculptées. 
Elle est l'une de quatre églises philippines datant de la période coloniale espagnole classées en 1993 au patrimoine mondial par l'UNESCO, sous le nom collectif de « Églises baroques des Philippines »

## Historique
La paroisse de Santa Maria apparut en 1567 et fut à l'origine une simple subdivision (visita) de la paroisse de la ville voisine de Navarcan, située plus au nord. La fin de la conquête de la région d'Ilocos par les espagnols provoqua une augmentation de la population de Santa Maria. L'église fut alors élevée au rang de paroisse en 1769 et dédiée à la Vierge Marie sous le vocable de Notre-Dame-de-l'Assomption.
Selon une légende, dont il existe plusieurs versions, la Vierge Marie était initialement vénérée à un autre endroit, mais la statue de la Vierge disparut miraculeusement et fut retrouvée sur un goyavier. Les habitants décidèrent alors de construire une nouvelle église sur ce lieu.
La construction de l'actuelle église commença en 1765. Le clocher fut construit en 1810 pendant une campagne de restauration et fut équipé d'une cloche l'année suivante. Les murs entourant la collines furent édifiés en 1863 et le couvent fut restauré en 1895.
En 1993 elle fut classée au patrimoine mondial par l'UNESCO avec trois autres églises de la période coloniale sous le nom collectif de « Églises baroques des Philippines ».

## Architecture
Comme les autres églises classées en 1993, l'église de Santa Maria est un exemple remarquable de l’interprétation du style baroque par les Philippins, caractérisé par la fusion de la conception et des méthodes de construction des églises européennes et des matériaux et motifs décoratifs locaux.
Ces églises présentent une apparence ramassée, monumentale et massive, qui évoque celle d’une forteresse protectrice face aux pirates et aux maraudeurs. Leur architecture est également adaptée aux conditions géologiques difficiles, puisque l’activité sismique est fréquente aux Philippines.
Contrairement à d'autres églises citadines des Philippines, situées sur la place centrale conformément à la tradition espagnole, l'église de Santa Maria et son couvent sont situés sur une colline entourée de mur défensifs, lui donnant l'aspect d'une forteresse. On y accède par un escalier de granit de 85 marches.
L'église est en brique et suit le plan habituel des églises philippines, avec une façade monumentale masquant un bâtiment rectangulaire. Ses murs dénués d'ornements sont maintenues par de solides contreforts et les entrées latérales sont délicatement sculptées. 
Le clocher-tour se trouve à proximité. Il est de forme octogonale.  

## Galerie

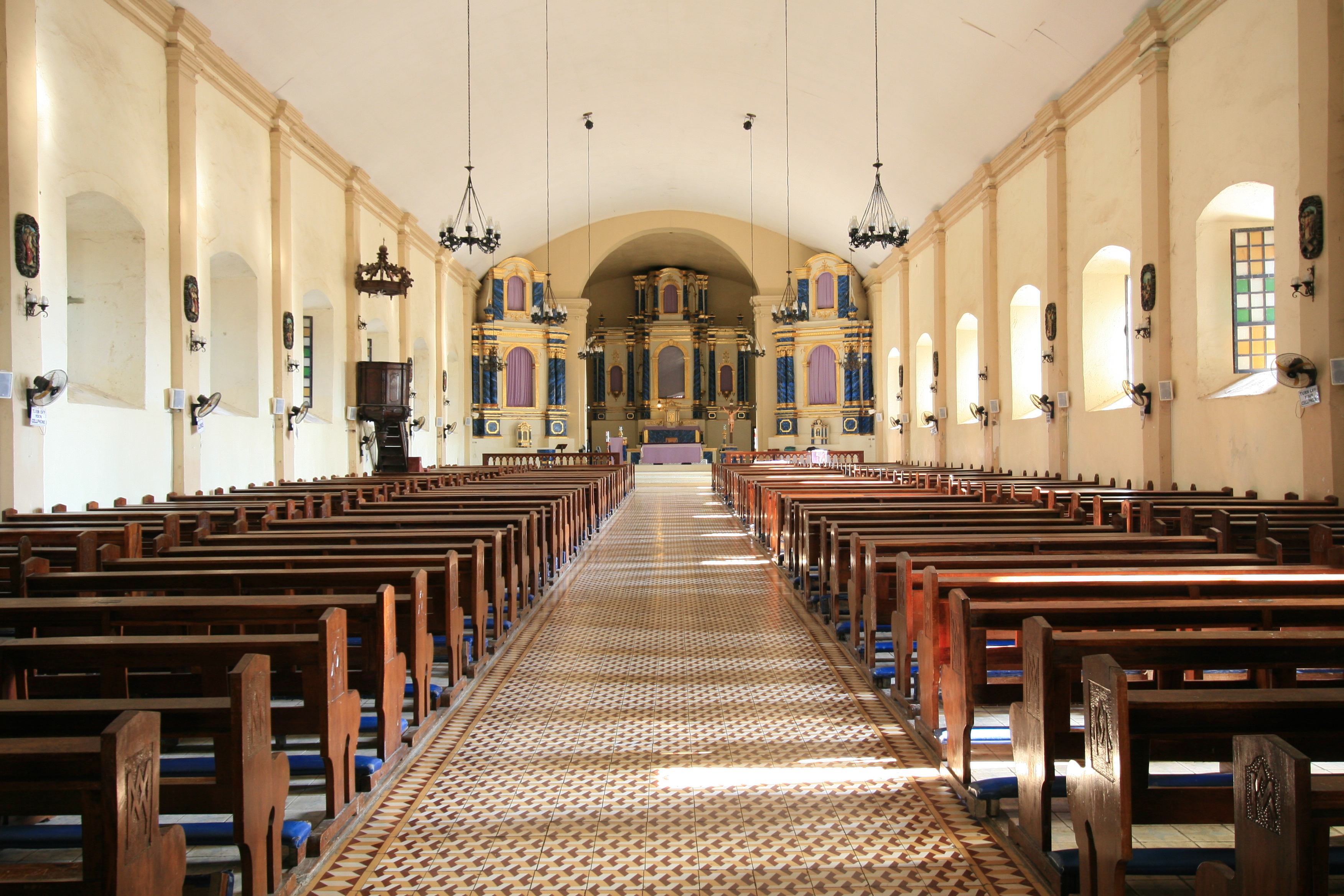
Intérieur de l'église
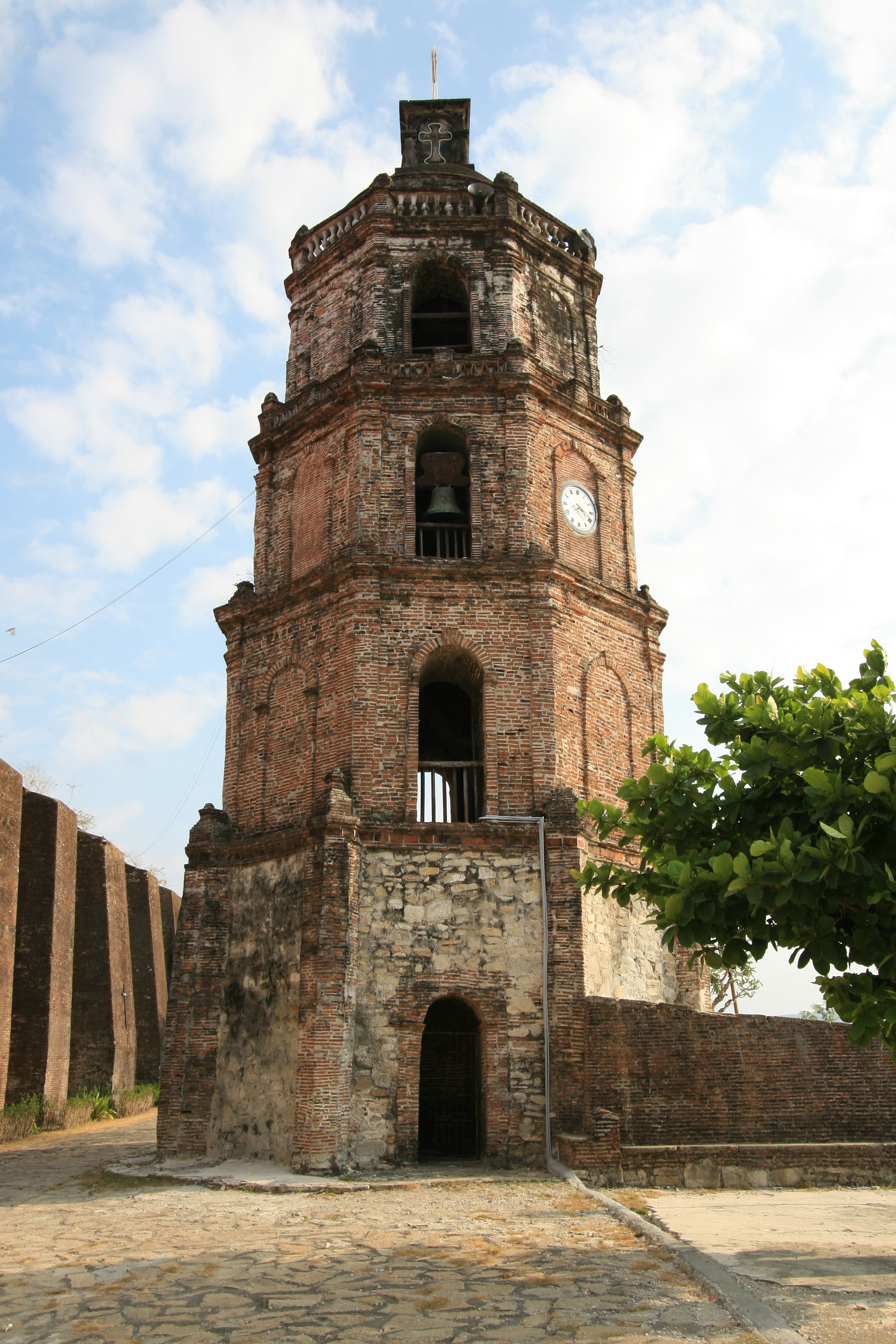
Clocher-tour
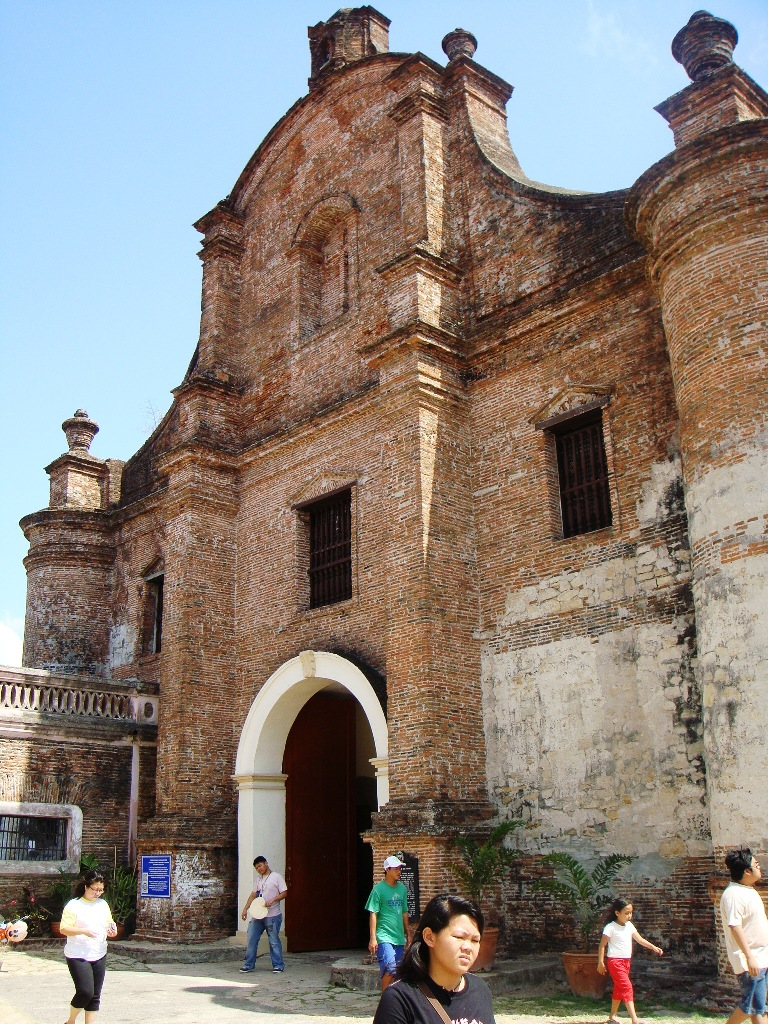
Façade